# Tour de Nouvelle-Calédonie
Le Tour de Nouvelle-Calédonie est une course cycliste disputée au mois d'octobre en Nouvelle-Calédonie. Créée en 1967, elle se déroule sur plus de dix étapes. Depuis  2000, c'est Gérard Salaün qui gère la direction du Comité régional de cyclisme de Nouvelle-Calédonie, organisateur de l'épreuve.

## Histoire
Le Tour de Nouvelle-Calédonie compte des cyclistes réputés à son palmarès comme Gilbert Duclos-Lassalle, Eddy Mazzoleni ou encore Yaroslav Popovych. Des champions comme Laurent Fignon ou Thomas Voeckler y ont également brillé avant de passer professionnel.
L'édition 2017 est endeuillée par la mort du jeune cycliste de 20 ans Mathieu Riebel, qui heurte le pare-brise d'une ambulance dans la descente du col de la Pirogue. En 2018, la course est remportée par Geoffrey Bouchard, champion de France amateurs et futur coureur professionnel chez AG2R La Mondiale. Il s'empare également des classements par points, du meilleur grimpeur et par équipes, avec son équipe mixte de l'ACTB. La deuxième marche du podium est occupée par le meilleur jeune de l'épreuve, l'Italien Alexander Konyshev (ACLN-Dumbéa-Casa Italia), repoussé à près de 7 minutes du vainqueur.
L'édition 2020 est annulée en raison du contexte sanitaire lié à la pandémie de Covid-19.

## Palmarès
| Année     | Vainqueur                  | Deuxième                   | Troisième              |
| --------- | -------------------------- | -------------------------- | ---------------------- |
| 1967      | John Dean (en)             | Des Thomson (en)           | Louis Dubois           |
| 1968      | Daniel Cornaille           | Jean-Louis Clémen          | Roger Loquet           |
| 1969      | Dave Watson (en)           | Des Thomson (en)           | Jean-Louis Clémen      |
| 1970      | Marcel Gaffajoli           | Maurice Aussenac           | Brian Fleck            |
| 1971      | Michel Roques              | Des Thomson (en)           | Roger Loquet           |
| 1972      | Des Thomson (en)           | Julien Troyard             | Didier Brown           |
| 1973      | Joseph Kerner              | Daniel Cornaille           | Louis Didier           |
| 1974      | Gary Sutton                | Robin Croker               | Blair Stockwell (en)   |
| 1975      | Gilbert Duclos-Lassalle    | Jean-Louis Clémen          | Gary Fromhold          |
| 1976      | Jean-Louis Clémen          | Jacques Michaud            | Jean-Claude Lecourieux |
| 1977      | Gary Fromhold              | Blair Stockwell (en)       | Vern Hanaray (en)      |
| 1978      | Philippe Bodier            | Jean-Claude Lecourieux     | Daniel Cornaille       |
| 1979      | Pascal Fortis              | Claude Chabanel            | Éric Duffieux          |
| 1980      | Urban Fuchs                | Pierre Le Bigaut           | Jean-Claude Lecourieux |
| 1981      | Michael Marx               | Jean-Claude Lecourieux     | Kurt Ehrensperger (de) |
| 1982      | Philippe Thépinier         | Georges Lüthi              | Werner Kahla           |
| 1983      | Régis Simon                | Jean-Claude Lecourieux     | Philippe Thépinier     |
| 1984      | Jean-Claude Lecourieux     | Patrick Sarniguet          | Georges Lüthi          |
| 1985-1988 | non disputé                | non disputé                | non disputé            |
| 1989      | Denis Pelizzari            | André Urbanek              | Patrick Eyk (nl)       |
| 1990      | Paul Leitch (en)           | Wim Vervoort               | Marek Świniarski       |
| 1991      | Sławomir Krawczyk          | Roland Meier               | David García Marquina  |
| 1992      | Jean-Marc Rivière          | Éric Larue                 | Dominique Molard       |
| 1993      | Chris Barnsley             | Éric Frutoso               | Christian Pierron      |
| 1994      | Alexander Kastenhuber (de) | Allan Iacuone              | Christian Pierron      |
| 1995      | Eddy Mazzoleni             | Alexander Kastenhuber (de) | Jean-Marc Rivière      |
| 1996      | Christian Pierron          | Frédéric Delalande         | Timo Scholz            |
| 1997      | Jérôme Bonnace             | Oscar Cavagnis             | Jean-Marc Rivière      |
| 1998      | Sylvain Lavergne           | Christian Pierron          | Chris White            |
| 1999      | Christian Pierron          | Glen Chadwick              | Karl Zoetemelk         |
| 2000      | Yaroslav Popovych          | Frédéric Delalande         | Jonathan Dayus         |
| 2001      | Jérôme Chevallier          | Guillaume Judas            | Olivier Bonnace        |
| 2002      | Frédéric Delalande         | Olivier Maignan            | Jérôme Bonnace         |
| 2003      | Frédéric Delalande         | Tony Mann                  | Christophe Thébault    |
| 2004      | Jean-Christophe Currit     | Frédéric Delalande         | Mickaël Leveau         |
| 2005      | Peter McDonald             | Adrien Vuillier            | Alexandr Pliuschin     |
| 2006      | Tony Mann                  | Stéphane Reimherr          | Olivier Grammaire      |
| 2007      | Yin-Chih Wang              | Karl Murray                | Adrien Vuillier        |
| 2008      | Olivier Grammaire          | Eric Drower                | Daniel Braunsteins     |
| 2009      | Joseph Cooper              | Daniel Braunsteins         | Joseph Lewis           |
| 2010      | Joseph Cooper              | Lachlan Norris             | Ronan Poulizac         |
| 2011      | David Périllaud            | Thierry Fondère            | Adrien Chenaux         |
| 2012      | Stéphane Reimherr          | Jean Mespoulède            | Julien Schick          |
| 2013      | Théry Schir                | Thomas Welter              | Cyrille Thièry         |
| 2014      | Thierry Fondère            | Logan Griffin              | Gaël Le Bellec         |
| 2015      | Taruia Krainer             | Dimitri Bussard            | Alexis Romeder         |
| 2016      | Thierry Fondère            | Loïc Le Bouvier            | Ryan Christensen       |
| 2017      | Léo Danès                  | Enric Lebars               | Erwan Brenterch        |
| 2018      | Geoffrey Bouchard          | Alexander Konyshev         | Mathieu Urbain         |
| 2019      | Julian Lino                | Jonathan Couanon           | Ruben Eggenberg        |
| 2020-2022 | non disputé                | non disputé                | non disputé            |
| 2023      | Florian Barket             | Thibault Kervella          | David Schavits         |